# Éveline Goodman-Thau
Éveline Goodman-Thau (hébreu : חוה טאו (Chawa Thau)), née le 20 juin 1934 à Vienne, est une professeure d'histoire des religions et intellectuelle autrichienne juive. Elle est la fondatrice et la directrice de l'Académie Hermann Cohen pour la religion, la science et l'art de Buchen ainsi que de l'École doctorale hébraïque d'Europe. C'est également la première femme rabbin à avoir exercé ce ministère en Autriche, à Vienne.

## Biographie
Éveline Goodman-Thau naît le 20 juin 1934 à Vienne. En 1938, elle immigre aux Pays-Bas, et elle se cache alors à Hilversum avec ses parents jusqu'en 1945. De 1945 à 1955, elle fréquente le lycée puis l'université d'Amsterdam, où elle suit des cours de littérature anglaise et d'études sur la religion juive. Elle travaille ensuite comme professeure d'hébreu et fonde le premier jardin d'enfants de langue hébraïque à Amsterdam. Elle se marie en 1956 et émigre alors en Israël. Elle s’engage dans le mouvement religieux féminin pour des programmes éducatifs et culturels. Parallèlement, elle poursuit ses études sur le judaïsme en se concentrant sur l'éducation, l'histoire juive, la Bible, le Midrash et l'enseignement oral. Comme elle parle couramment l'allemand, le néerlandais, l'hébreu, l'anglais et le yiddish, ce qui lui permet de travailler comme traductrice et d’enseigner l'hébreu et l'anglais à des étudiants et à des adultes plus âgés. 
De 1966 à 1976, Éveline Goodman-Thau est directrice du centre de recherche sur le judaïsme hollandais de l'université de Jérusalem, où elle crée une bibliothèque et organise des conférences et des expositions et rédige des publications. Elle s’inscrit alors comme étudiante à l'Université hébraïque de Jérusalem, au département de philosophie et de littérature juives, et donne des cours sur la Bible, le Midrash, les textes philosophiques, l'identité juive, l'Holocauste, la prière juive et l’éthique.
Elle écrit un dictionnaire sur les Justes parmi les Nations hollandais pour Yad Vashem, et crée un programme d'études sur l'Holocauste, y compris dans le cinéma. De 1983 à 1987, elle enseigne la pensée juive contemporaine et est conseillère académique auprès du WZO Youth and Hechalutz Department, de l'Institut Martin Buber de l'Université Hébraïque et de l'institut Myers-JDC-Brookdale. Elle élabore également un programme d'enseignement du pluralisme religieux pour les lycées en collaboration avec l'institut Moshe Sharett.
En 1987, elle commence à enseigner dans différentes universités allemandes, notamment à la Kirchliche Hochschule de Berlin, aux universités de Tübingen et de Heidelberg, à l'université de Kassel et à Oldenburg. En 1993, elle obtient son doctorat en philosophie à l'université de Kassel sur le thème : Rupture temporelle - L'expérience messianique fondamentale dans la tradition juive. En 1993, elle accepte une chaire de professeure invitée à l'université d'Oldenburg. Parallèlement, elle est professeure invitée d'études juives jusqu'en 1997 et fonde le séminaire d'études juives à l'université Martin Luther de Halle-Wittenberg.
En 1998, elle fonde l'Académie Hermann Cohen pour la religion, la science et l'art à Buchen, dont elle est la directrice. De 1998 à 2000, elle est professeure invitée et chercheuse associée à la Harvard Divinity School. En 2000, elle obtient son habilitation en philosophie juive à l'université de Kassel et est ordonnée rabbin orthodoxe à Jérusalem.
De 2001 à 2002, elle exerce comme rabbin à la communauté libérale Or Chadasch à Vienne, devenant ainsi la première femme rabbin en Autriche,. Quelques années plus tard, elle peut inaugurer sa propre synagogue dans la Robertgasse. À la même époque, elle est également professeure invitée à la faculté de théologie catholique de l'université Karl-Franzens de Graz, ainsi qu'à l'université de Vienne.
En 2005 et 2006, elle est boursière du Kolleg Friedrich Nietzsche de la Fondation Weimarer Klassik und Kunstsammlungen et, de 2007 à 2008, elle effectue des recherches pour la création de l’école doctorale hébraïque d'Europe.En 2010, elle exerce comme professeure invitée à l'université d'Osnabrück et, depuis 2014, elle exerce à l'université Leuphana de Lüneburg. Depuis 2010, elle est membre du conseil d'administration de la société Freunde Abrahams (Munich) et membre honoraire de la société internationale Rosenzweig.

## Prises de position
Son discours porte principalement sur l'héritage juif de l'Europe, qui ne sert pas seulement à "se souvenir de la destruction", mais plutôt à "créer une nouvelle éthique dans la recherche commune des bases d'une cohabitation culturelle et politique",,. Éveline Goodman-Thau a, par ailleurs, rédigé de nombreuses publications sur la philosophie juive et les études sur les femmes et les genres. 
Elle est la sœur aînée de l'universitaire Gerda Elata-Alster (née Thau) et du rabbin sioniste religieux Zvi Thau (Yisrael Tau), inspirateur de l'idéologie du parti d'extrême droite Noam, dont elle rejette publiquement les positions politiques en 2004. Elle développe ses positions en faveur de la paix israélo-palestinienne lors de la visite du pape en 2009.

## Récompenses
- Médaille d'honneur de la ville de Buchen (Odenwald) (2004)
- Médaille d'honneur d'argent de la capitale fédérale de Vienne (2005)[7],[15]
- Doctorat honorifique de l'université Babeș-Bolyai de Cluj (2009)[16]
- Colombe de la paix pour les droits de l'homme (2013)[17]
- Croix du mérite de la République Fédérale d'Allemagne (2019)

## Œuvres et publications

### Livres
- (de) Nationalismus und Religion: Hermann Cohen zum 100. Todestag, co-auteur Georges Kholer, Universitätsverlag Winter GmbH Heidelberg, septembre 2019, 257 p.  (ISBN 9783825346386)[18]
- (de) Vom Archiv zur Arche: Geschichte als Zeugnis, Verlag Edition AV, septembre 2018, 365 p.  (ISBN 9783868412222)[19]
- (de) Zwischen Formation und Transformation: Die Religionen Europas auf dem Weg des Friedens, écrit en collaboration avec Arnulf von Scheliha (de) V&R unipress GmbH, avril 2011, 240 p.  (ISBN 9783899718393)[20]
- (de) Das jüdische Erbe Europas: Krise der Kultur im Spannungsfeld von Tradition, Geschichte und Identität, écrit en collaboration avec Fania Oz-Salzberger, Philo Fine Arts, janvier 2005, 460 p.,  (ISBN 9783865723390)[10]
- (de) Eine Rabbinerin in Wien, Czernin, mars 2003, 168 p.  (ISBN 9783707601572)[21]

### Articles et autres publications
- (de) Religiöse Identität der Frau im Judentum. Guest lecture at the Gesamthochschule Paderborn and the Catholic Theological University in Amsterdam 1987.
- (de) Women and the Art of Remembering“, International Conference on Private Woman - Public Work, ed. Miriam Ben Peretz and Devorah Kalekin-Fishman, University of Haifa 1988, 231–249.
- (de) „Höre ihre Stimme“, in: Feministisch gelesen, hrsg. Eva Renate Schmidt, Mieke Korenhof, Renate Jost, Bd. II, Stuttgart 1989,63-74.
- (de) Women and Patriarchy and the Jewish Tradition. In: Ursula King (hrsg.): Liberating Women - New Theological Directions, European Society for Theological Research of Women. 1991, S. 53–75.
- (de) Auf der Suche nach Identität. Orthodoxe Frauen in Israel. In: Befreiung hat viele Farben. Feministische Theologie als kontextuelle Befreiungstheologie, GTB Siebenstern.
- (de) hallenging the Roots of Religious Patriarchy and Shaping Identity and Community, in: Calling the Equality Bluff: Women in Israel, ed. Marylin Safir and Barbara Swirski, Pergamon Press, New York 1991, 45–57.
- (de) Auf der Suche nach Identität - Orthodoxe Frauen in Israel, in: Befreiung hat viele Farben, hrsg. Renate Jost und Ursula Kubera, Gütersloh 1991, 119–136